# Trachycladiella
Trachycladiella là một chi rêu trong họ Meteoriaceae.